# Tachina ludibunda
Tachina ludibunda là một loài ruồi trong họ Tachinidae.